# Алси
Алси, Alsea — индейская народность, проживавшая на западном побережье штата Орегон в устье реки Алси (залив Алси). К настоящему времени, по-видимому, уже исчезла, хотя потомки алси от смешанных браков вошли в состав Объединённых племён резервации Силец.
Алси охотились на тюленей и морских львов, ловили лососёвых. Как и многие другие соседние племена, они деформировали череп ребёнка, привязывая с детства к нему дощечки для придания лбу плоской формы. Они носили одежду из кожи тюленей, плели корзины, делали травяные плащи от дождя. Религия алси, по-видимому, была сходной с религией племени кус.
Численность алси составляла:
1774: 3,060

1806: 1,700

1875: 1,800

1961: 12

## Язык
Язык алси относился к семье алсейских языков и состоял в близком родстве с языком якина. В настоящее время вымер.